# Песня протеста
Пе́сня проте́ста (англ. protest song) — песня, призванная выразить протест против проблем в обществе — таких, как несправедливость, расовая дискриминация, война, глобализация, инфляция, социальное неравенство. Хотя в США песня протеста традиционно ассоциируется с фолк-музыкой, в последнее время песни протеста пишутся во всех музыкальных жанрах. Такие песни становятся особенно популярными во времена социальных потрясений и среди определённых социальных групп.
В качестве образного определения для песни протеста часто приводят слова американского фолк-певца Фила О́укса, который сказал: «Песня протеста — это песня, которая так конкретна, что ты не можешь перепутать её с пустой болтовнёй» (англ. A protest song is a song so specific that you cannot mistake it for bullshit).

## История
Как пишет The Concise Oxford Dictionary of Music, термин «музыка протеста» стал широко применяться (сначала в США, а потом и в других странах) в 60-е годы XX столетия для тех песен, что выражали чувства протеста против какой-то социальной или политической несправедливости, реальной или выдуманной, или против какого-то международного события, вызывавшего сильные эмоции, как, например, американское участие в Войне во Вьетнаме. Широко известным примером песни протеста является «We Shall Overcome». Певец Боб Дилан и певица Джоан Баэз одни из тех, кто олицетворяет собой этот жанр.
Сам по себе концепт песни протеста как песни, являющейся частью какого-то «движения за социальные изменения» существовал в США давно, с XIX века. Впервые песни протеста появились во время американской Гражданской войны. Из тех времён знаменита песня «When Johnny Comes Marching Home», повествующая о жителях деревень, которые ждут своих сыновей домой с войны. Антивоенная тема остаётся одной из главных в песне протеста и в наши дни.